# Lavagnone
Il bacino del Lavagnone è una delle piccole conche lacustri di origine glaciale caratteristiche del paesaggio a Sud del Lago di Garda. Oggidell'antico lago non sopravvive che una piccola zona paludosa invasa da arbusti e piante ad alto fusto. Il bacino si è progressivamente trasformato in torbiera già in età preistorica e ai primi del Novecento è stato bonificato e messo a coltura.

## Le prime ricerche
Le prime scoperte, effettuate tra il 1880 e il 1886, furono dovute ai lavori di cava della torba, a cui seguirono quelle legate alle attività agricole e la conseguente attenzione degli studiosi; passerà però molto tempo prima dell'avvio di vere e proprie ricerche sistematiche. I primi scavi scientifici si devono a Renato Perini che tra il 1974 e il 1979, in collaborazione con il Museo nazionale preistorico etnografico Luigi Pigorini, individuò una lunga sequenza di orizzonti archeologici dell'età del bronzo, i più antichi dei quali correlati a strutture palafitticole.

## Gli scavi dell'Università degli Studi di Milano
Dal 1989 le ricerche furono riprese dall'Università degli Studi di Milano, sotto la direzione prima di R. C. de Marinis e successivamente di M. Rapi. Gli scavi procedono a tutt'oggi con campagne annuali

## La valorizzazione

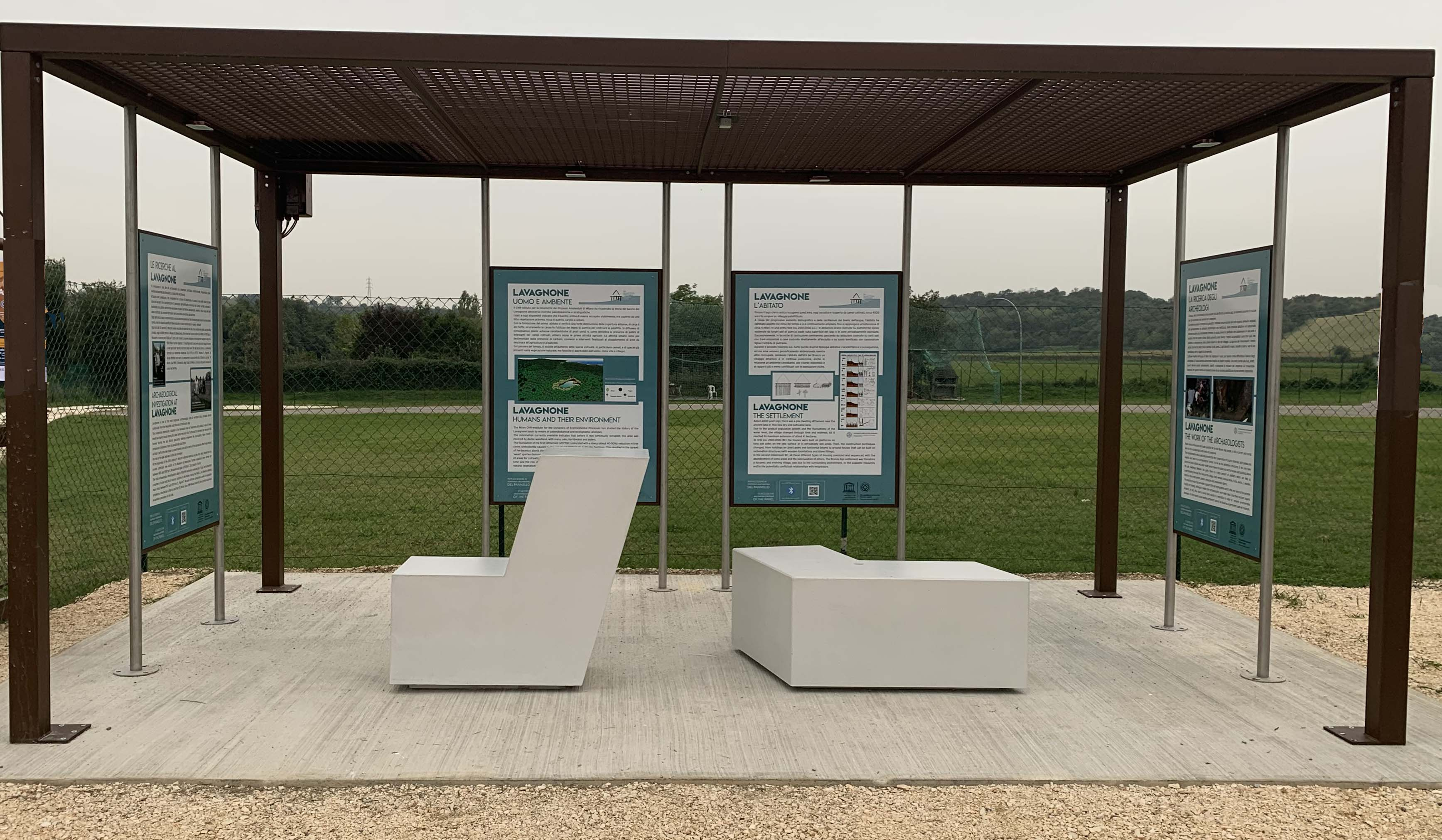
Il punto informativo nei pressi del villaggio palafitticolo del Lavagnone.

Il Museo civico archeologico Giovanni Rambotti di Desenzano del Garda raccoglie i reperti che sono stati scoperti nel corso di varie ricognizioni e campagne di scavo nel sito del Lavagnone. Tra di questi, spicca un aratro che si ritiene essere il più antico mai rinvenuto a livello mondiale.
L'area interessata dal sito UNESCO (buffer zone) si estende su tutto il bacino, facilmente raggiungibile dalla strada vicinale che porta da Desenzano alla frazione di San Pietro, grazie alla segnaletica. L'area interessata dagli scavi (di proprietà del comune di Desenzano), dal 2023 è dotata di una copertura, pannelli informativi e una nuova recinzione. Trovandosi all'interno di una proprietà privata, è visitabile solo in occasione delle annuali campagne di scavo. I pali sono preservati grazie all'acqua di risalita di falda, ulteriormente protetti da teloni e ora anche dalla copertura.
Al limite della buffer zone sono situati (2019) uno spazio informativo e la targa che identifica il bacino come facente parte del Patrimonio Mondiale dell'Umanità.